# Madman (Mike Allred)
Ne doit pas être confondu avec Madman (Marvel Comics).
Madman est un super-héros de bande dessinée créé par l'Américain Mike Allred et apparu pour la première fois dans Creatures of the Id, fin 1990. Mike Allred détient l'intégralité des droits sur le personnage.
Ses aventures ont été publiées dans plusieurs comic books à succès comme Madman et Madman Adventures (Tundra Publishing), Madman Comics (Dark Horse) ou Madman Atomic Comics (AAA Pop), ainsi que dans plusieurs crossover (avec Superman, Nexus, etc.).

## Parutions françaises
- Mike Allred (trad. de l'anglais), Madman - Intégrale 1 [« For the Record + Madman (original series) 1-3 + Madman Adventures 1-3 + Madman Comics 1-2 »], Paris, Huginn & Muninn, coll. « Signatures USA », 2022, 326 p. (ISBN 978-2-364-80846-1)
- Mike Allred (trad. de l'anglais), Madman - Intégrale 2 [« Madman Comics 3-10 + They! 1-3 »], Paris, Huginn & Muninn, coll. « Signatures USA », 2023, 336 p. (ISBN 978-2-364-80847-8)

## Prix
- 1993 : Prix Harvey de la meilleure nouvelle série pour Madman (Tundra Publishing)